# Kossakowski-Palast

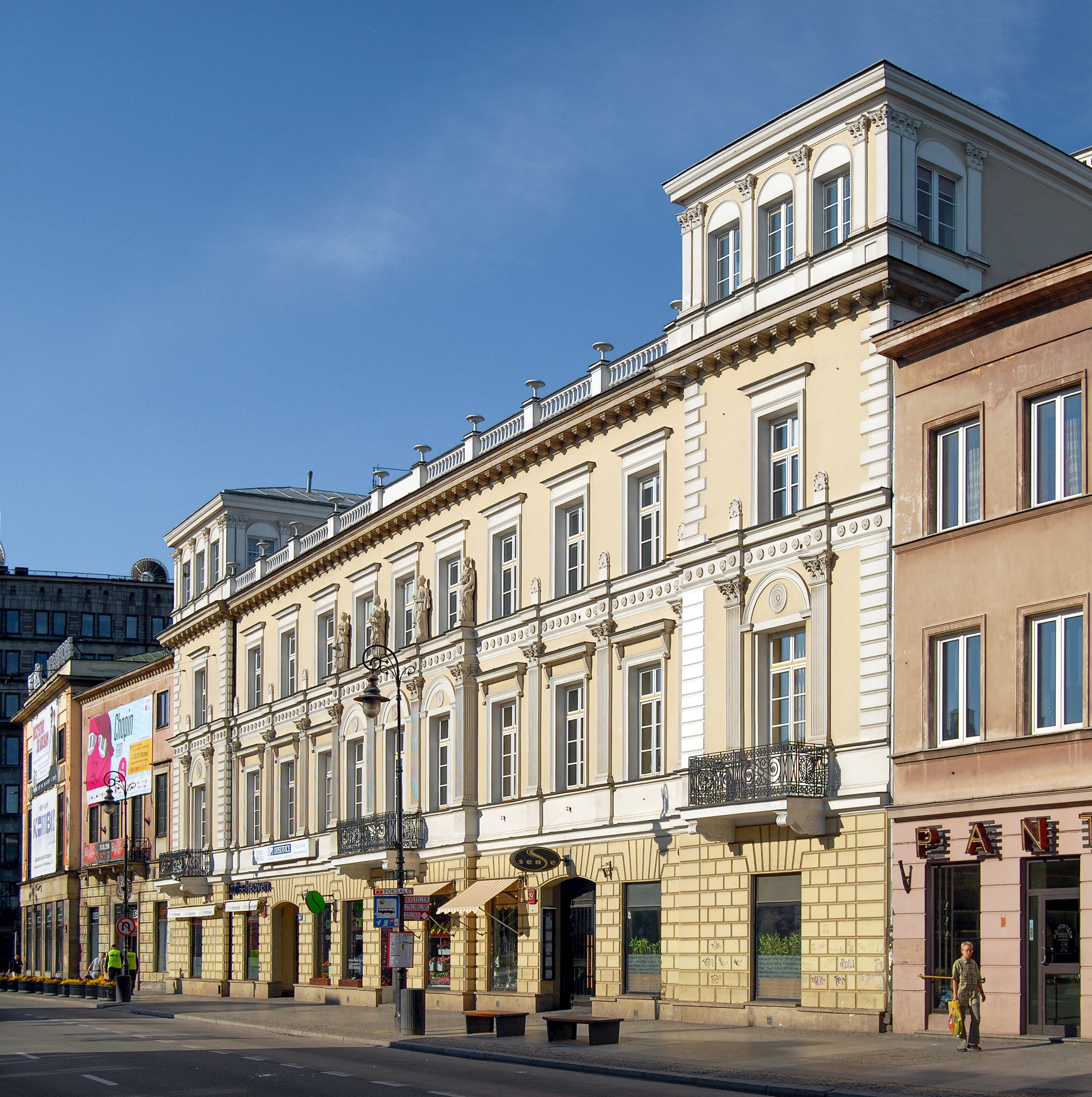
Die wiederaufgebaute Frontfassade an der Nowy Świat im Jahr 2010

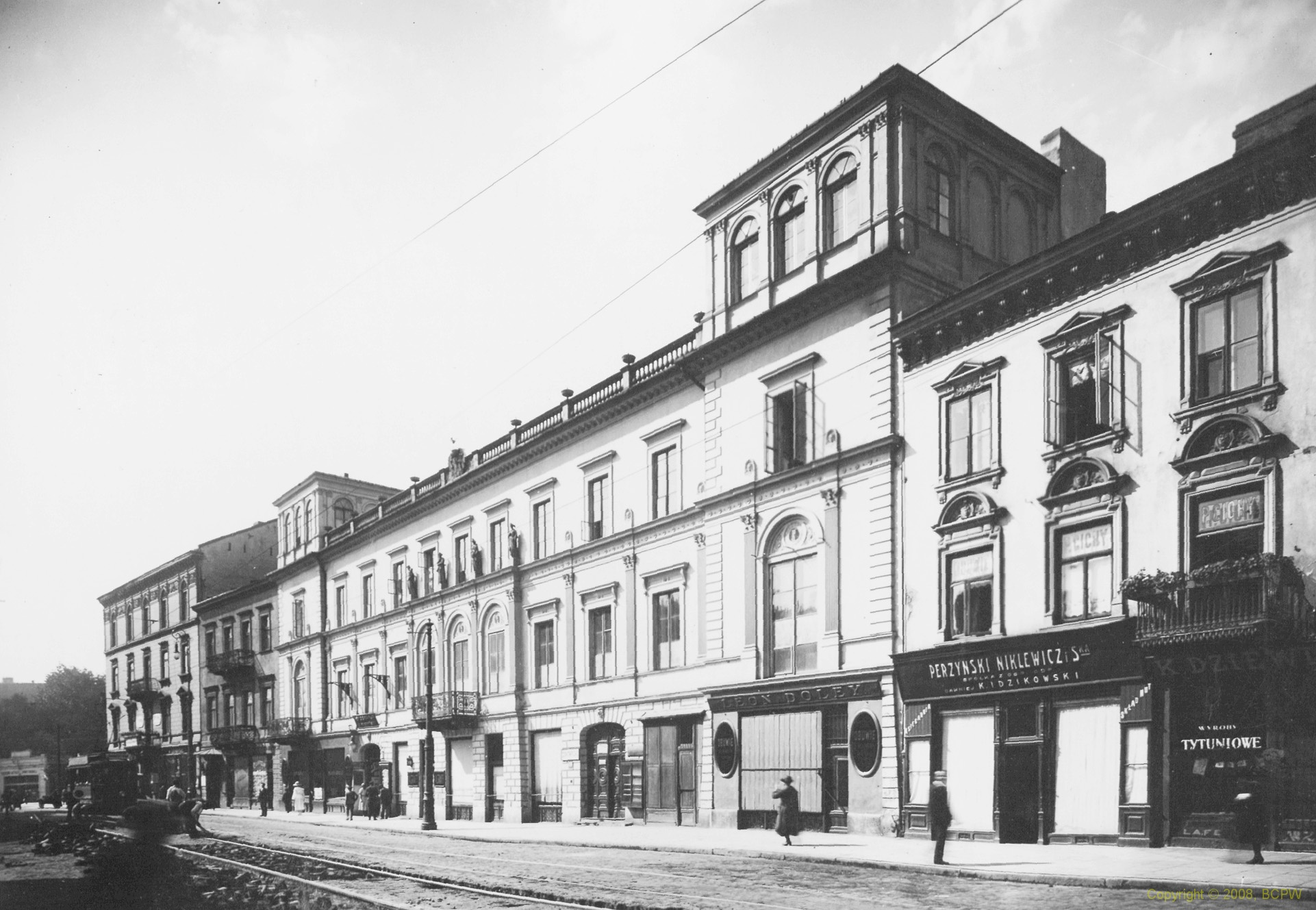
Das Gebäude etwa um 1922

Der Kossakowski-Palast (polnisch: Pałac Kossakowskich) befindet sich in der Warschauer Stadtmitte an der ul. Nowy Świat (Nr. 19) und somit am historischen Teil des Königswegs. Der Stadtpalast im Neorenaissance-Stil gehörte trotz seiner Lage in der Nowy Świat zu den prachtvollsten Residenzen Warschaus im 19. Jahrhundert.

## Geschichte
Im Jahr 1780 erwarb das wohlhabende Ehepaar Izaak (ein Seidenkaufmann, der von einer Berliner Hugenottenfamilie abstammte) und Marianna Ollier das Grundstück von August Kazimierz Sułkowski. Sie ließen hier um 1784 einen klassizistischen, einstöckigen Palast errichten, der neben einem Mittelrisalit über zwei Seitenrisalite mit aufgesetzten Belvederes verfügte. Der Entwurf zum Gebäude stammte vermutlich von Ephraim Schröger.
Die Erben Olliers verkauften den Palast 1848 an den Großgrundbesitzer Władysław Pusłowski, der Enrico Marconi 1849 mit einem Umbau des Objektes beauftragte. Das gesamte – an der Straße liegende – Hauptgebäude wurde um eine Etage aufgestockt, auch die Belvederes auf den Seitenrisaliten. Nur der Mittelrisalit wurde nicht erhöht und endete nun (ohne Giebel) im zweiten Stockwerk. 1851 erhielt dieser Mittelrisalit als Bekrönung von Paweł Maliński gefertigte Steinskulpturen der Musen Klio, Thalia, Urania und Erato. Die gesamte Fassade wurde im Stil der italienischen Hochrenaissance gestaltet. Korinthische Pilaster gliederten in der Senkrechten, das Dach verfügte über eine als Balustrade ausgestaltete Attika. Zur Rückseite war der Palast mit drei rechtwinklig abgehenden Nebengebäuden verbunden.

### Familie Kossakowski
Bereits 1853 verkaufte Pusłowski seinen Wohnsitz an Aleksandra Kossakowska, deren Ehemann Stanisław Szczęsny vormals Zeremonienmeister am königlich-polnischen Hof gewesen war und sich als Kunstliebhaber und Sammler betätigte. 1858 baute das Ehepaar die Innenräume des Palastes nach Entwürfen von Francesco Maria Lanci grundlegend um. Besonders prächtig wurden der Ballsaal und die Gemäldegalerie (in einem der Nebengebäude) ausgestattet. Am 4. März 1859 wurde die neu gestaltete Residenz mit einem großen Ball eingeweiht. Im Jahr 1865 wurde der Palast an den Sohn der Kossakowska, Stanisław Kazimierz übereignet. Er veranstaltete ab 1874 freitäglich Literaturabende im Gebäude. In einem der beiden Belvedere richtete Władysław Podkowiński sein Atelier ein. Nach dem Tod von Stanisław Kazimierz Kossakowski wurde der Palast 1905 von seinen Erben zu einem Mietshaus umgestaltet und verkam langsam.
1911/12 wurde unter Leitung von Stefan Szyller eine geschlossene Eisbahn, das „Palais de Glace“, im Hinterhofbereich errichtet. Da sich die Einrichtung nicht rechnete, wurde bald darauf stattdessen im ehemaligen Ballsaal des Palastes eine Rollschuhbahn eingerichtet. In der Zwischenkriegszeit befand sich hier das Kino „Colosseum“. 1930 verkaufte die Kossakowski-Erbengemeinschaft den Besitz an die Warschauer Versicherungsgesellschaft (poln.: Warszawskie Towarzystwo Ubezpieczeń).

### Krieg und Nachkriegszeit
Bereits beim Kampf um Warschau im Jahr 1939 wurde das Gebäude stark beschädigt. Im Rahmen der Kampfhandlungen um den Warschauer Aufstand wurde es dann 1944 fast vollständig zerstört. Die schwedische Gesellschaft ASEA finanzierte 1946 den Wiederaufbau des Palastes, der 1949 abgeschlossen war. Das betraf aber nur den Kernbau, nicht die hinteren Nebengebäude. Den Entwurf zum Wiederaufbau fertigte Mieczysław Kuźma. 1968 übernahm der Staat das Gebäude und stellte es dem polnischen diplomatischen Dienst zur Verfügung; 1972 wurden auch die bis dahin fehlenden Skulpturen der Musen wieder eingefügt. Derzeit befinden sich im Erdgeschoss ein Warschauer Szene-Restaurant (“Sense”) und eine Cafeteria (“Coffee Heaven”), in den Obergeschossen sind Büroräume eingerichtet.